# Burgstall Haugenried
Die Burgstall Haugenried befindet sich in Haugenried, heute ein Gemeindeteil des oberpfälzer Marktes Nittendorf im Landkreis Regensburg. Die Anlage liegt in Alleinlage ca. 130 m nordöstlich der Kelheimer Straße (R 14) von Haugenried. Die Reste der Anlage werden als „archäologische Befunde des Mittelalters und der frühen Neuzeit im Bereich der Kath. Nebenkirche St. Nikolaus“ als Bodendenkmal unter der Aktennummer D-3-6937-0151 im Bayernatlas geführt.

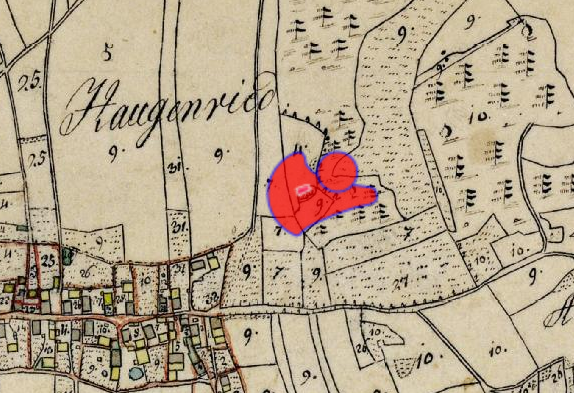
Lageplan des Burgstalls Haugenried auf dem Urkataster von Bayern

An der Stelle der Höhenburg steht die romanische Kapelle St. Nikolaus, die vermutlich die Burgkapelle war. Sie ist eine zweigeschossige Kirche mit ehemals profanem Obergeschoss. An der Südseite in ca. 4 m Höhe befindet sich eine romanische Eingangsöffnung in das teilweise abgetragene Obergeschoss. Die Mauern der Chorturmkirche sind bis zu 1 m dick und aus  geschichteten Großquadern aus Granit errichtet, die auf ein ehemals höheres Bauwerk hindeuten. Der Turm ist im oberen Teil als Bruchsteinmauerwerk gemauert.